# Robin Finck
Robert John Finck (Marietta, 7 novembre 1971) è un chitarrista statunitense.
È conosciuto per essere stato chitarrista della hard rock band Guns N' Roses fino al 2008. In passato Finck è stato anche il chitarrista dei Nine Inch Nails, band con cui è tornato a lavorare nell'aprile 2008. Finck è uno dei pochi artisti che hanno suonato in due differenti band che si trovano nella classifica stilata da VH1 "100 Greatest Artists of Hard Rock", che posiziona i Nine Inch Nails al 43º posto e i Guns N' Roses al 9º posto.
Nel 2020 è stato inserito nella Rock and Roll Hall of Fame, in qualità di membro dei Nine Inch Nails.

## Carriera
Cresciuto a Marietta, nello stato della Georgia, Finck ha iniziato a suonare al liceo (oltre alla chitarra anche tastiere e violino), per poi far parte di gruppi metal e glam rock.
Nel 1987 va con gli amici ad un concerto dei Mötley Crüe ad Atlanta. I Guns N' Roses sono la band di apertura del concerto.
Ad Atlanta, nel 1993, fu segnalato dal proprietario di un club per una audizione con Trent Reznor, che lo prese nei Nine Inch Nails, band con cui è stato in tour dal 1994 al 1996 per il loro Self-Destruct e Further Down The Spiral tour. Partecipò anche a Woodstock '94, e vide alla luce anche la prima uscita ufficiale con loro, il video Closure del 1997.
Dopo aver girato il mondo con la band di Reznor, Finck dichiarò di avere bisogno di fare un'esperienza radicalmente diversa ed entrò nella Cirque du Soleil Orchestra, nel tour del nono show di questa orchestra chiamato Quidam.
Dopo questa breve esperienza venne chiamato nei Guns N' Roses, inizialmente segnalato dal batterista Matt Sorum come chitarrista ritmico, ma assunto come prima chitarra dopo l'uscita di Slash.
Ha lavorato in studio con Axl Rose dal 1997 al 1999 a Chinese Democracy, (uscito poi nel 2008 dopo ulteriori session in studio dal 2004 al 2006), firmando un contratto di due anni. Quando i due anni passarono, l'album non era stato ancora completato, ma comunque uscì il singolo Oh My God, nella colonna sonora del film Giorni contati, e che non farà parte della tracklist finale dell'album.
Poi Finck tornò con i NIN per i loro tour Fragility v1.0 e Fragility v2.0. Questi tour portarono all'uscita di un altro live album/DVD, And All That Could Have Been, la seconda release di Finck con loro.
Poco dopo aver terminato il tour, finito nel 2000, Finck ritornò in pianta stabile nei Guns N' Roses, andando in tour con loro in Brasile, Asia, Europa e Nord America durante il 2001 e il 2002.
Nell'estate 2006, i Guns N' Roses andarono in tour in Europa suonando di fronte ad oltre 700.000 persone. Terminarono il tour con date nel Nord America per il resto dell'anno. L'anno successivo, i Guns N' Roses andarono in tour in Messico, Australia e Giappone.
Il 4 aprile 2008, è stato annunciato nel sito "nin.com" che Finck ritornerà a suonare con i Nine Inch Nails, molto probabilmente per il nuovo tour che partirà nel luglio 2008, e possibilmente per dischi futuri.
Il 12 dicembre 2008, Axl Rose ha confermato che Robin Finck sarebbe rimasto ulteriormente nei Nine Inch Nails, ma che aveva già registrato ciò che serviva per un nuovo disco della band dopo Chinese Democracy.
Artista a tutto tondo, Finck si cimenta anche nella fotografia e nel disegno, ed è coautore di uno spettacolo teatrale sperimentale (in stile Cirque du Soleil).
Nel corso del NAMM 2009 è stata annunciata una chitarra Robin Finck signature prodotta dalla Schecter.

## Vita personale
Dal 2001 è sposato con Bianca Sapetto, acrobata, ginnasta ritmica, ballerina e coreografa, conosciuta quando entrambi lavoravano nel Cirque du Soleil.

## Discografia

### Con i Nine Inch Nails
| Titolo                               | data di pubblicazione | Label                |
| ------------------------------------ | --------------------- | -------------------- |
| Closer to God                        | 1994                  | Nothing Records      |
| Further Down the Spiral              | 1995                  | Nothing Records      |
| And All That Could Have Been         | 2002                  | Nothing Records      |
| The Downward Spiral (Deluxe Edition) | 2004                  | Nothing Records      |
| The Slip                             | 2008                  | The Null Corporation |

Contributi:
Closer To God - "Memorabilia" Remix
Further Down the Spiral - Remixes
And All That Could Have Been - Live Performances
The Downward Spiral - "Hurt" Live

### Con i Guns N' Roses
| Titolo             | data di pubblicazione | Label          |
| ------------------ | --------------------- | -------------- |
| Oh My God (single) | 1999                  | Geffen Records |
| Chinese Democracy  | 2008                  | Geffen Records |

### Miscellaneous
| Titolo                    | data di pubblicazione | Label |
| ------------------------- | --------------------- | ----- |
| Ghosts of Mars soundtrack | 2001                  |       |

Contributi:
"Love Siege", "Fight Train", "Power Station", "Ghost Poppin'"